# BigPond
In Australia, BigPond è un marchio della compagnia telefonica Telstra per connessioni a banda larga ADSL, modem, 56k, satellite, servizi Internet e banda larga wireless (senza fili) (EV-DO e HSDPA) con la dorsale Telstra Internet nazionale.